# خلیج ها لونگ
خلیج ها لونگ (به ویتنامی: Vịnh Hạ Long)
 به معنای اژدهای نزول‌کرده خلیج کوچکی واقع در استان کوانگ نن در شمال شرقی ویتنام است که از نظر اجرایی به شهر ها لونگ، شهرک کام فا و بخشی از ناحیه وان دون تعلق دارد. این خلیج در فهرست میراث جهانی یونسکو جای داشته و یکی از مقاصد محبوب گردشگران است. 
از ویژگی‌های خلیج‌ها لونگ وجود هزاران جزیره و کارستِ سنگ آهکی در شکل‌ها و اندازه‌های گوناگون است. این جزیره همچنین مرکز منطقهٔ بزرگتری است که خلیج بای تو لونگ در شمال شرقی و جزیره‌های کات با در جنوب غربی را در برگرفته و همگی این مناطق ازنظر زمین‌شناسی، جغرافیایی، ژئومورفولوژی، آب و هوا و خصوصیات فرهنگی شرایط یکسانی دارند.
خلیج‌ها لونگ مساحتی در حدود ۱٬۵۵۳ کیلومتر مربع شامل ۱٬۹۶۰ جزیرهٔ کوچک و عمدتاً سنگ آهکی را در بر می‌گیرد. مرکز این خلیج منطقه‌ای به مساحت ۳۳۴ کیلومتر مربع است که با دارا بودن ۷۷۵ جزیرهٔ کوچک از تراکم بالایی برخوردار است. سنگ آهکی که در این خلیج وجود دارد در طول ۵۰۰ میلیون سال و تحت شرایط و محیط‌های گوناگون شکل گرفته‌است. همچنین تکامل کارست‌های خلیج‌ها لونگ در طی ۲۰ میلیون سال و تحت تأثیر آب و هوای مرطوب گرمسیری روی داده است. تنوع جغرافیایی محیط منطقه، تنوعی زیستی را به‌وجود آورده‌است که اکوسیستمهای همیشه‌سبز گرمسیری، اقیانوسی و ساحلی را در بر می‌گیرد. خلیج‌ها لونگ همچنین موطن ۱۴ گونهٔ گیاهی بومی و ۵۰ گونهٔ جانوری بومی است.
بنا بر پژوهش‌های تاریخی انجام‌گرفته، انسانِ پیش از تاریخ در حدود ده‌ها هزار سال پیش در این منطقه می‌زیسته است. فرهنگ سوئی نهو در حدود ۱۸٬۰۰۰ تا ۷٬۰۰۰ سال پیش از میلاد، فرهنگ کای بئو در حدود ۷٬۰۰۰ تا ۵٬۰۰۰ سال پیش از میلاد و فرهنگ‌ها لونگ در حدود ۵٬۰۰۰ تا ۳٬۵۰۰ سال پیش از جمله فرهنگ‌های باستانی این منطقه بوده‌اند. خلیج‌ها لونگ همچنین شاهد رویدادهای مهمی در تاریخ ویتنام بوده و مصنوعات بسیاری در بای تو موت، غار دائو گو و بای چای کشف شده‌است.
نگوین ترای، اندیشمند، سیاستمدار و شاعر ویتنامی در ۵۰۰ سال پیش زیبایی خلیج‌ها لونگ را در شعرش ستود و در ۱۹۶۲، وزارت فرهنگ، ورزش و گردشگری ویتنام این خلیج را در در آثار و مناظر ملی فهرست نمود. در ۱۹۹۴ منطقهٔ مرکزی خلیج‌ها لونگ از سوی یونسکو در فهرست میراث جهانی قرار گرفت و در سال ۲۰۰۹، بنیاد عجایب هفت‌گانهٔ نوین این خلیج را در فهرست نامزدهایش به‌عنوان یکی از عجایب هفتگانه طبیعت وارد نمود.

## نگارخانه

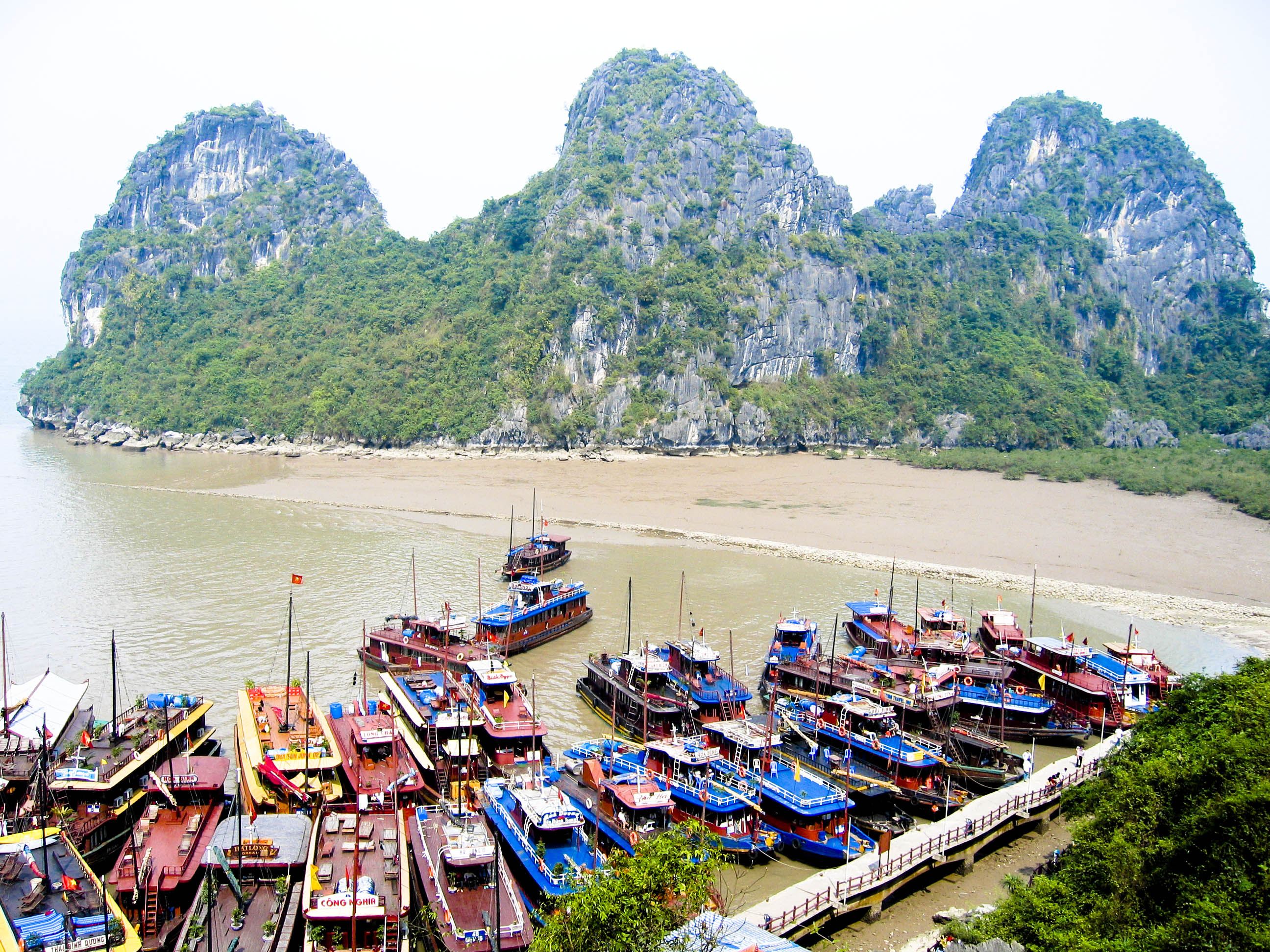
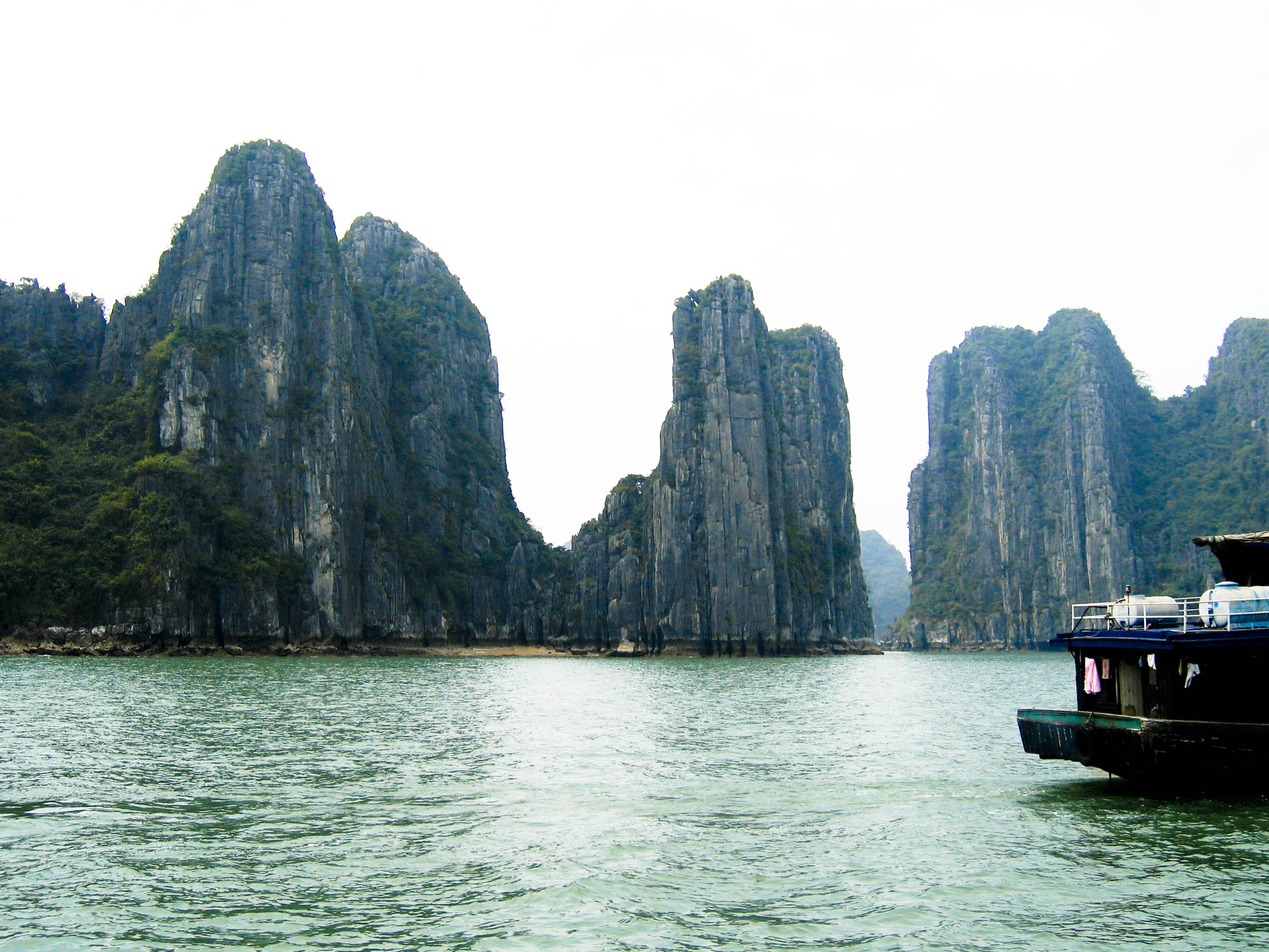
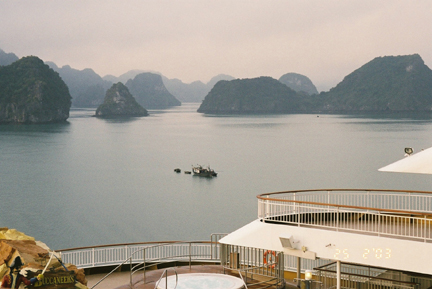
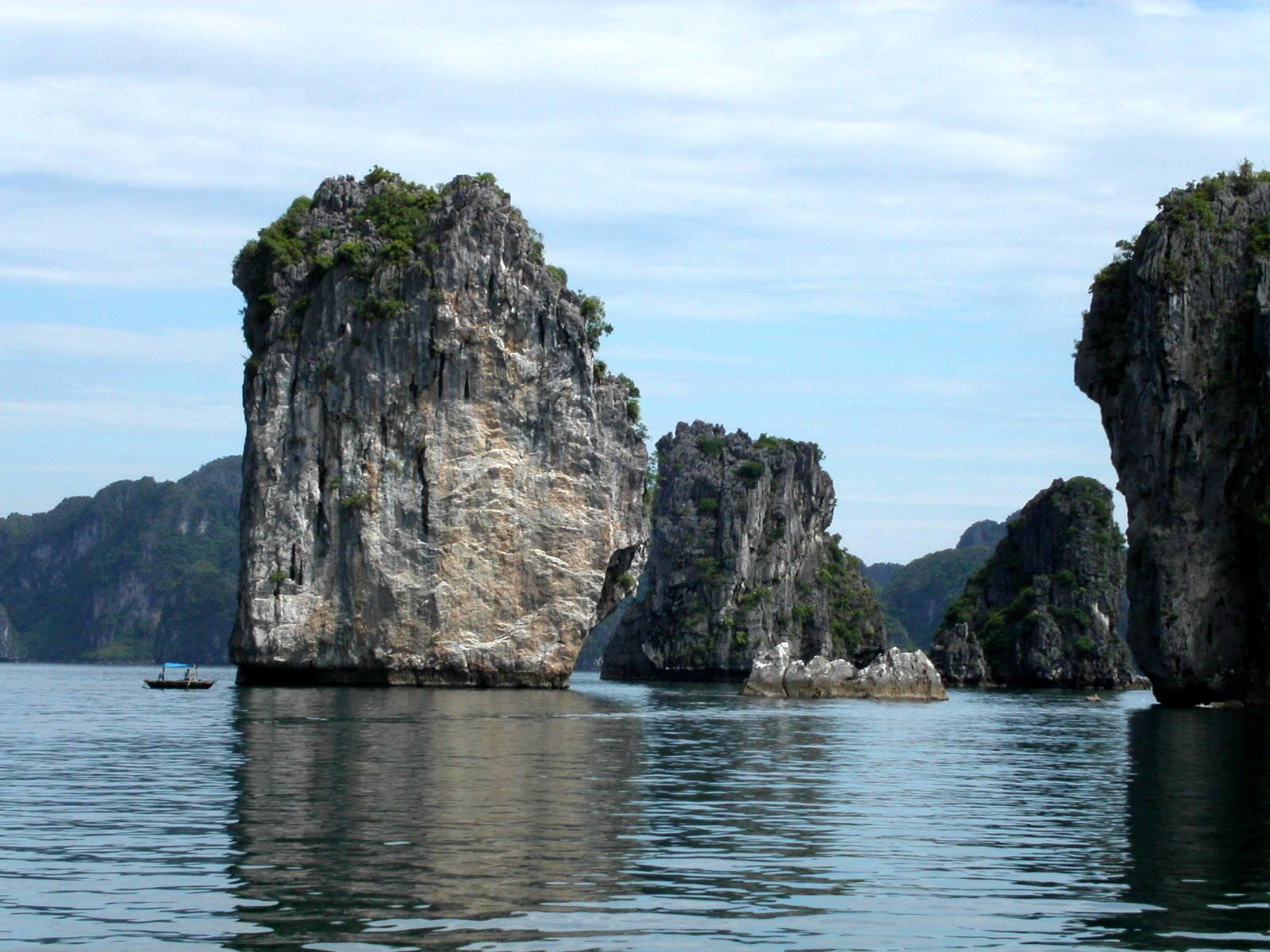